# Novi ljetnikovac biskupa Haulika
Novi ljetnikovac biskupa Haulika je ljetnikovac koji je u parku Maksimir dao sagraditi zagrebački nadbiskup Juraj Haulik.
Pretpostavlja e da je ljetnikovac sagrađen 1855. godine, ali ne postoje pouzdani izvori o tome. Pročelje s plitkim rizalitom koji završava niskim trokutastim zabatom, oblikovanje krovnog vijenca, plitko urezani veliki prozori, erkeri, motivi triju prozora na rizalitu, kompozicija je u cijelosti iz rane faze romantičnog historicizma. Nacrt ljetnikovca dosada nije pronađen no pretpostavlja se da bi njegov autor mogao biti Franjo Klein sudeći jedino po ženskim alegorijskim figurama koje on u izobilju postavlja na svoje fasade. Danas se u ljetnikovcu nalazi župni ured župe sv. Jeronima.

## Zaštita
Pod oznakom Z-480 zaveden je kao nepokretno kulturno dobro – nepokretna pojedinačna, pravna statusa zaštićena kulturnog dobra, klasificiran kao "stambene građevine".